# ادوین مانانه
ادوین مانانه (انگلیسی: Edwin Maanane؛ زادهٔ ۳ فوریهٔ ۱۹۹۵) بازیکن فوتبال اهل فرانسه است.
از باشگاه‌هایی که در آن بازی کرده‌است می‌توان به باشگاه فوتبال استاد رنس اشاره کرد.